# 迈克尔·德拉尼
迈克尔·德拉尼（英語：Michael Delany，1965年8月22日—），澳大利亚男子游泳运动员。他曾代表澳大利亚参加1984年夏季奥林匹克运动会游泳比赛，获得男子4×100米自由泳接力银牌和男子100米自由泳第17名。